# Mischocyttarus collaris
Mischocyttarus collaris är en getingart som först beskrevs av Adolpho Ducke 1904.  Mischocyttarus collaris ingår i släktet Mischocyttarus och familjen getingar. Inga underarter finns listade i Catalogue of Life.